# Cessieu
Cessieu là một xã thuộc tỉnh Isère, vùng Rhône-Alpes đông nam nước Pháp. Xã này nằm ở khu vực có độ cao trung bình 309 mét trên mực nước biển.
Sông Bourbre chảy theo hướng tây qua giữa thị trấn.